# Infrastructure agroécologique
Pour les articles homonymes, voir IAE (homonymie).
Dans les paysages agricoles, les infrastructures agroécologiques (IAE) sont des habitats semi-naturels qui ne reçoivent ni fertilisants ni pesticides et sont gérés de manière extensive.
Elles fournissent de nombreux services écosystémiques et aménités en termes de paysage, de protection du sol, de l'eau et de l'air, d'offre en caches et biotopes favorables à la survie et à la reproduction de nombreuses espèces (dont des auxiliaires de l'agriculture).

## Typologie
Les infrastructures agroécologiques comprennent, :
- Les haies, y compris les murets, les talus et les haies mortes, les lisières de forêts, les bosquets et les arbres isolés, et à l'échelle du territoire, le bocage.
- Les bandes enherbées et les zones tampons
- Les jachères fleuries et mellifères
- Les prairies permanentes, les parcours, les landes, les estives et les vergers de haute tige
- Les mares, les zones humides dont les tourbières et les prairies gérées de façon extensive comme les prairies humides[3].

## Services écosystémiques
En fournissant des services écosystémiques, les IAE peuvent contribuer à améliorer la production en diminuant les besoins en intrants chimiques et énergétiques.
À l'échelle du bassin versant, la combinaison d’IAE (haies, mares, zones humides, bandes enherbées) permet d'améliorer la qualité de l'eau, d’éviter l’eutrophisation des milieux naturels tout en structurant dans le paysage des réservoirs de biodiversité.
Les haies et les surfaces enherbées contribuent à la régulation des flux hydriques, à la diminution de l'érosion et au stockage de l'eau dans les sols. La diminution de l'érosion et le ralentissement des flux hydriques contribue également à l'amélioration de la qualité de l'eau, en favorisant les processus de dégradation des molécules organiques par les microorganismes, de dénitrification et d'absorption des nutriments par les plantes, ce qui conduit à une diminution la teneur en azote, en phosphore et en pesticides des eaux de ruissellement.
Les IAE constituent des habitats importants pour la biodiversité. Elles jouent un rôle majeur dans le maintien ou la restauration de la connectivité biologique de la partie rurale de la trame verte et bleue, en formant des corridors biologiques. Elles abritent également des espèces pollinisatrices et auxiliaires qui fournissent des services de pollinisation et de régulation des bioagresseurs aux cultures adjacentes.

## État des lieux et conservation
En France, l'Observatoire National de la Biodiversité a développé un indicateur intitulé « Évolution des infrastructures agroécologiques (IAE) favorables à la biodiversité ». La première évaluation de l'état de ces infrastructures a montré de grandes disparités selon les petites régions agricoles ; Ainsi, en 2012, si en moyenne 20,3 % (soit 5,7 millions d'ha) de la surface agricole utile pouvait encore être considérée comme IAE, ces dernières sont surtout situées en  basse et moyenne montagne et dans les petites régions agricoles traditionnellement herbagère, et très localement dans certaines zones humides, alors que les grandes régions agricoles où elles seraient le plus nécessaires en sont les plus dépourvues (moins de 5 % de la Surface agricole utile pour la Bourgogne, la Champagne-Ardenne, la région Centre-Val de Loire, l'Île-de-France, la Haute-Normandie, le Nord-Pas-de-Calais et la Picardie).
Divers outils de diagnostic agri-environnemental des exploitations agricoles existent, dont par exemple Dialectes. On peut également citer une boite à outil dédiée spécifiquement aux IAE. Créée par la chambre régionale d'agriculture des Pays de la Loire, elle est disponible en ligne sur leur site. La boîte à outil n’étant pas spécifique au contexte des Pays de la Loire, elle est réplicable dans tout territoire. Elle apporte les éléments de connaissances sur les IAE nécessaires sur les plans technique, réglementaire, juridique, économique et sociologique pour accompagner les porteurs de projets d'IAE.
De nombreux pays ont des programmes de restauration des paysages ou d'écopaysages ruraux. Par exemple la France dans le cadre de sa stratégie nationale pour la biodiversité a financé en 2012 un appel à projet sur ce thème, ouvert aux 7 régions déficitaires en IAE.

## Cartographie
Solagro a produit en 2007 pour le ministère de l'environnement un atlas des IAE (infratructures agroécologiques : haies, bosquets, arbres épars, prairies permanentes, bandes enherbées...) existantes ou à créer pour atteindre les objectifs de la France dans la surface agricole utile française.